# Pastorano
Pastorano est une commune de la province de Caserte dans la Campanie en Italie.

## Administration
| Période                                  | Période  | Identité       | Étiquette    | Qualité |
| ---------------------------------------- | -------- | -------------- | ------------ | ------- |
| 29 mai 2007                              | En cours | Giovanni Diana | Lista Civica |         |
| Les données manquantes sont à compléter. |          |                |              |         |

### Hameaux
- frazioni : Pantuliano, San Secondino;
- contrade : Spartimento, Torre Lupara, Pigna

### Communes limitrophes
Camigliano, Giano Vetusto, Pignataro Maggiore, Vitulazio